# グループサウンズヒット10
『グループサウンズヒット10』（グループサウンズヒットテン）は、1968年1月11日から同年3月28日まで日本テレビ系列局で放送されていた日本テレビ製作の音楽番組である。放送時間は毎週木曜 20:00 - 20:56 （日本標準時）。

## 概要
前番組『大爆発!ダイナマイトサウンズ』から引き続きグループ・サウンズを招いて行われていた番組。番組は、「リクエストコーナー」「ファン交流コーナー」「お楽しみコーナー」の3つのコーナーで構成されていた。ゲストはジャッキー吉川とブルー・コメッツ、ヴィレッジ・シンガーズ、ザ・ワイルドワンズ、ザ・カーナビーツ。司会は前田武彦が務めていた。
| 日本テレビ系列 木曜20:00枠                                      | 日本テレビ系列 木曜20:00枠                                 | 日本テレビ系列 木曜20:00枠                                           |
| 前番組                                                          | 番組名                                                     | 次番組                                                               |
| --------------------------------------------------------------- | ---------------------------------------------------------- | -------------------------------------------------------------------- |
| 大爆発!ダイナマイトサウンズ （1967年11月23日 - 1967年12月14日） | グループサウンズヒット10 （1968年1月11日 - 1968年3月28日） | マカロニ・ウェスタン （1968年4月4日 - 1968年7月18日） ※20:00 - 21:26 |